# Borrassà
Borrassà település Spanyolországban, Girona tartományban. Borrassà Vilafant, Santa Llogaia d'Àlguema, Vilamalla, Garrigàs, Pontós, Ordis és Avinyonet de Puigventós községekkel határos. Lakosainak száma 773 fő (2024).

## Népesség
A település népessége az elmúlt években az alábbi módon változott:
| Lakosok száma | 346  | 791  | 740  | 632  | 496  | 557  | 665  | 728  | 714  | 773  |
|               | 1717 | 1887 | 1936 | 1960 | 1986 | 2004 | 2009 | 2014 | 2019 | 2024 |